# Pugilina morio
Pour les articles homonymes, voir Morio (homonymie).
Espèce
Pugilina morio est une espèce de mollusques gastéropodes marins présent dans l'Océan Atlantique.

## Morphologie
- Taille de 75 à 270 mm.

## Répartition
- Océan Atlantique : dans les îles Grenadines, à Trinité, sur les côtes du Brésil ; en Afrique, de la Mauritanie jusqu'à l'Angola.

## Philatélie
Ce coquillage figure sur une émission de l'Angola de 1974 (valeur faciale : 35 $).